# Trójkąt Béclarda
Trójkąt Béclarda (łac. trigonum Béclardi) – w anatomii człowieka jeden z trójkątów szyi, znajdujący się w trójkącie tętnicy szyjnej. Od tyłu trójkąt Béclarda ograniczony jest przez brzeg tylny mięśnia gnykowo-językowego. Od przodu trójkąt ogranicza tylna krawędź brzuśca tylnego mięśnia dwubrzuścowego, od dołu – kość gnykowa. W jego obrębie, pod mięśniem gnykowo-językowym, przebiega tętnica językowa, która wnika do języka.
Nazwa eponimiczna upamiętnia Pierre’a Augustina Béclarda, francuskiego anatoma.